# Paul Thomas Anderson
Paul Thomas Anderson (Studio City, Los Angeles; 1970. június 26. –) BAFTA-díjas amerikai filmrendező, forgatókönyvíró és filmproducer.
Első nagyjátékfilmje az 1996-ban bemutatott A szerencse zsoldosai volt. A következő évben a Boogie Nights című történelmi drámájával, majd 1999-ben a Magnólia című drámával, 2002-ben pedig a Kótyagos szerelem című romantikus vígjátékkal szerzett kritikai elismerést. 2007-es Vérző olaj című rendezését a 2000-es évek legjobb filmjei közt tartják számon. Ezt követően a The Master (2012), a Beépített hiba (2014) és a Fantomszál (2017) című filmeket készítette el.
Rendezéseiben gyakran feltűnik Philip Seymour Hoffman és Daniel Day-Lewis színész, továbbá Anderson rendszeresen együtt dolgozik Robert Elswit operatőrrel, Jon Brion és Jonny Greenwood zeneszerzőkkel, illetve Mark Bridges jelmeztervezővel. 
Filmjei összességében pozitív kritikákat kaptak: Andersont tizenegy alkalommal jelölték Oscar-díjra, hét alkalommal BAFTA-díjra (amiből egyet el is vitt) és négy alkalommal Golden Globe-díjra. Megnyert díjai közt található egy legjobb rendezés díja (cannes-i fesztivál), a Berlini Nemzetközi Filmfesztivál legjobb rendezőnek járó Ezüst Medvéje és a Velencei Nemzetközi Filmfesztivál Ezüst Oroszlánja.

## Filmográfia

### Nagyjátékfilmek
| Év   | Magyar cím               | Eredeti cím              | Feladatkör | Feladatkör | Feladatkör | Megjegyzések                            |
| Év   | Magyar cím               | Eredeti cím              | Rendező    | Író        | Producer   | Megjegyzések                            |
| ---- | ------------------------ | ------------------------ | ---------- | ---------- | ---------- | --------------------------------------- |
| 1996 | A szerencse zsoldosai    | Hard Eight               | Igen       | Igen       | Nem        |                                         |
| 1997 | Boogie Nights            | Boogie Nights            | Igen       | Igen       | Igen       |                                         |
| 1999 | Magnólia                 | Magnolia                 | Igen       | Igen       | Igen       | cameoszerep                             |
| 2002 | Kótyagos szerelem        | Punch-Drunk Love         | Igen       | Igen       | Igen       |                                         |
| 2002 | Különvélemény            | Minority Report          | Nem        | Nem        | Nem        | utas a vonaton (cameoszerep)            |
| 2006 | Az utolsó adás           | A Prairie Home Companion | Igen       | Nem        | Nem        | helyettes rendező Robert Altman mellett |
| 2007 | Vérző olaj               | There Will Be Blood      | Igen       | Igen       | Igen       |                                         |
| 2012 | The Master               | The Master               | Igen       | Igen       | Igen       |                                         |
| 2014 | Beépített hiba           | Inherent Vice            | Igen       | Igen       | Igen       |                                         |
| 2015 |                          | Junun                    | Igen       | Nem        | Nem        | - dokumentumfilm - kamera operátor      |
| 2017 | Fantomszál               | Phantom Thread           | Igen       | Igen       | Igen       |                                         |
| 2018 |                          | Waterlily Jaguar         | Nem        | Nem        | Vezető     |                                         |
| 2021 | Licorice Pizza           | Licorice Pizza           | Igen       | Igen       | Igen       |                                         |
| 2025 | Egyik csata a másik után | One Battle After Another | Igen       | Igen       | Igen       |                                         |

## Fordítás
- Ez a szócikk részben vagy egészben  a   Paul Thomas Anderson című angol Wikipédia-szócikk fordításán alapul.  Az eredeti cikk szerkesztőit annak laptörténete sorolja fel. Ez a jelzés csupán a megfogalmazás eredetét és a szerzői jogokat jelzi, nem szolgál a cikkben szereplő információk forrásmegjelöléseként.
- Ez a szócikk részben vagy egészben  a   Paul Thomas Anderson filmography című angol Wikipédia-szócikk fordításán alapul.  Az eredeti cikk szerkesztőit annak laptörténete sorolja fel. Ez a jelzés csupán a megfogalmazás eredetét és a szerzői jogokat jelzi, nem szolgál a cikkben szereplő információk forrásmegjelöléseként.